# Catalinas (subte de Buenos Aires)
Catalinas es una estación del Subte de Buenos Aires perteneciente a la Línea E. Está ubicada debajo de la avenida Leandro N. Alem entre las calles Paraguay y Marcelo T. de Alvear, en el barrio de Retiro. Debe su nombre a los edificios de Catalinas Norte, ubicados sobre la avenida Leandro N. Alem, sede de numerosas oficinas, muchas de ellas dedicadas a los rubros de informática y tecnología.

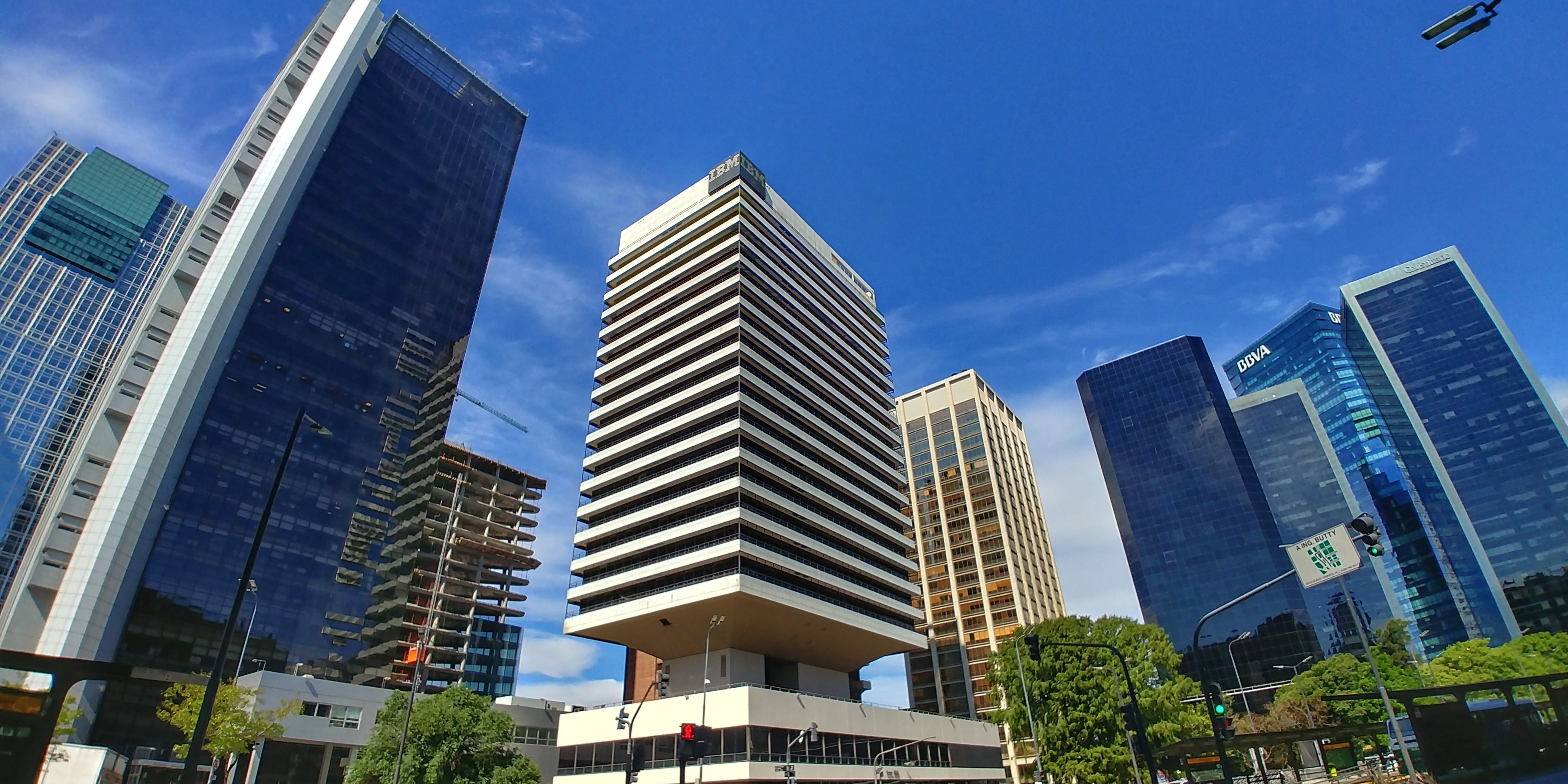
La estación se encuentra debajo de Catalinas Norte.

La estación posee plataforma central. En cuanto a la decoración, las paredes combinan rectángulos en distintos tonos de violeta y en color verde.

## Historia
La construcción de la estación inició a gran velocidad en diciembre de 2009. Aunque se anunció que su inauguración se realizaría en agosto de 2012 en un primer término, los plazos de la obra se extendieron y su apertura ha sido postergada. Hacia mediados de 2013, la estación tenía gran parte de la obra civil y la arquitectura ejecutada. Solo restaba la colocación de vías, ascensores, escaleras mecánicas y sistemas de señalización. En diciembre de 2015 las obras pasaron al ámbito del gobierno de la ciudad de Buenos Aires y se inició la colocación de vías sobre balasto, que finalizó a mediados de 2016. En abril de 2017, Subterráneos de Buenos Aires (SBASE) anunció la inauguración de la extensión de la línea para el primer trimestre de 2019, siendo finalmente inaugurada el 3 de junio de 2019.

## Imágenes

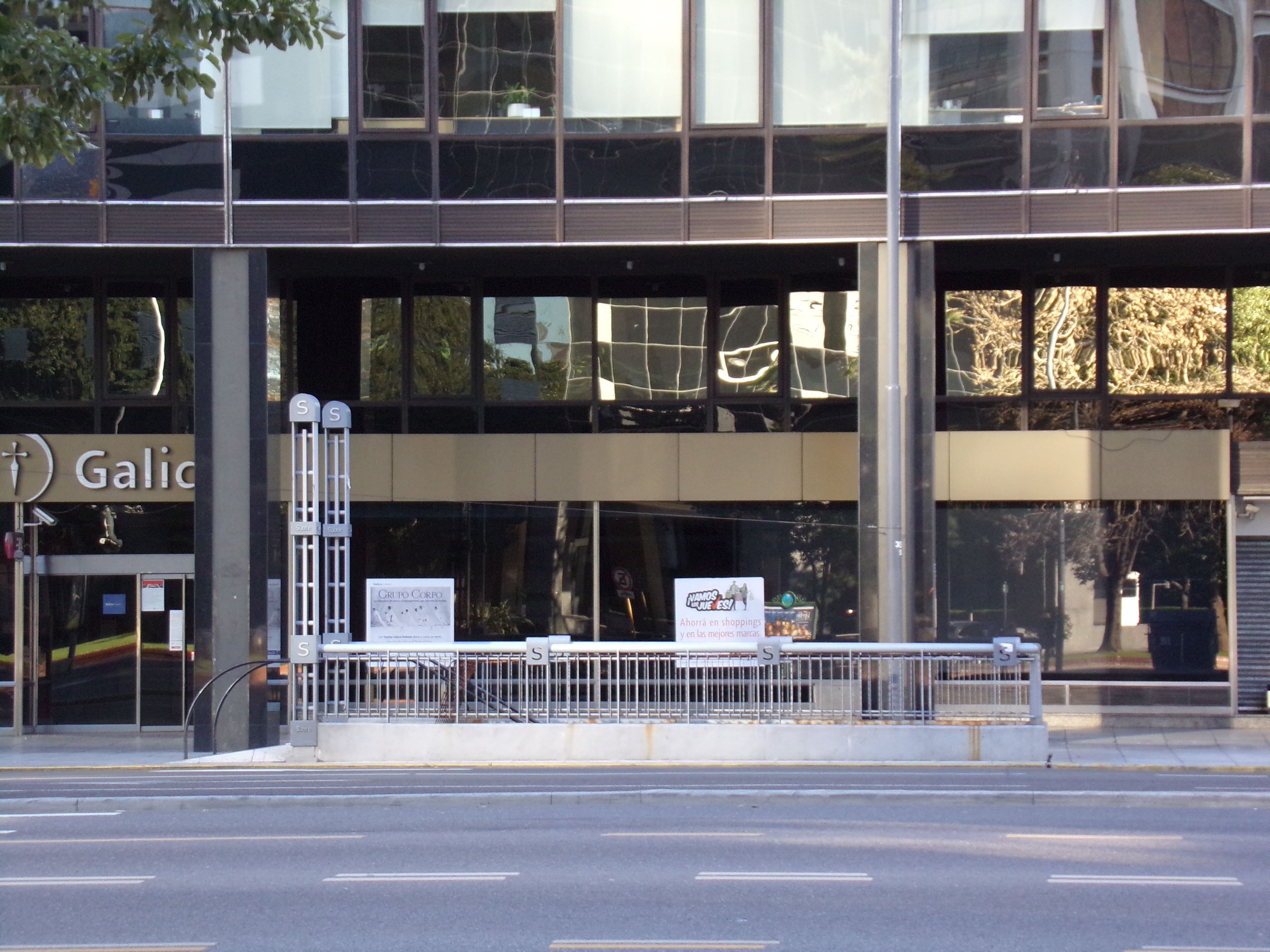
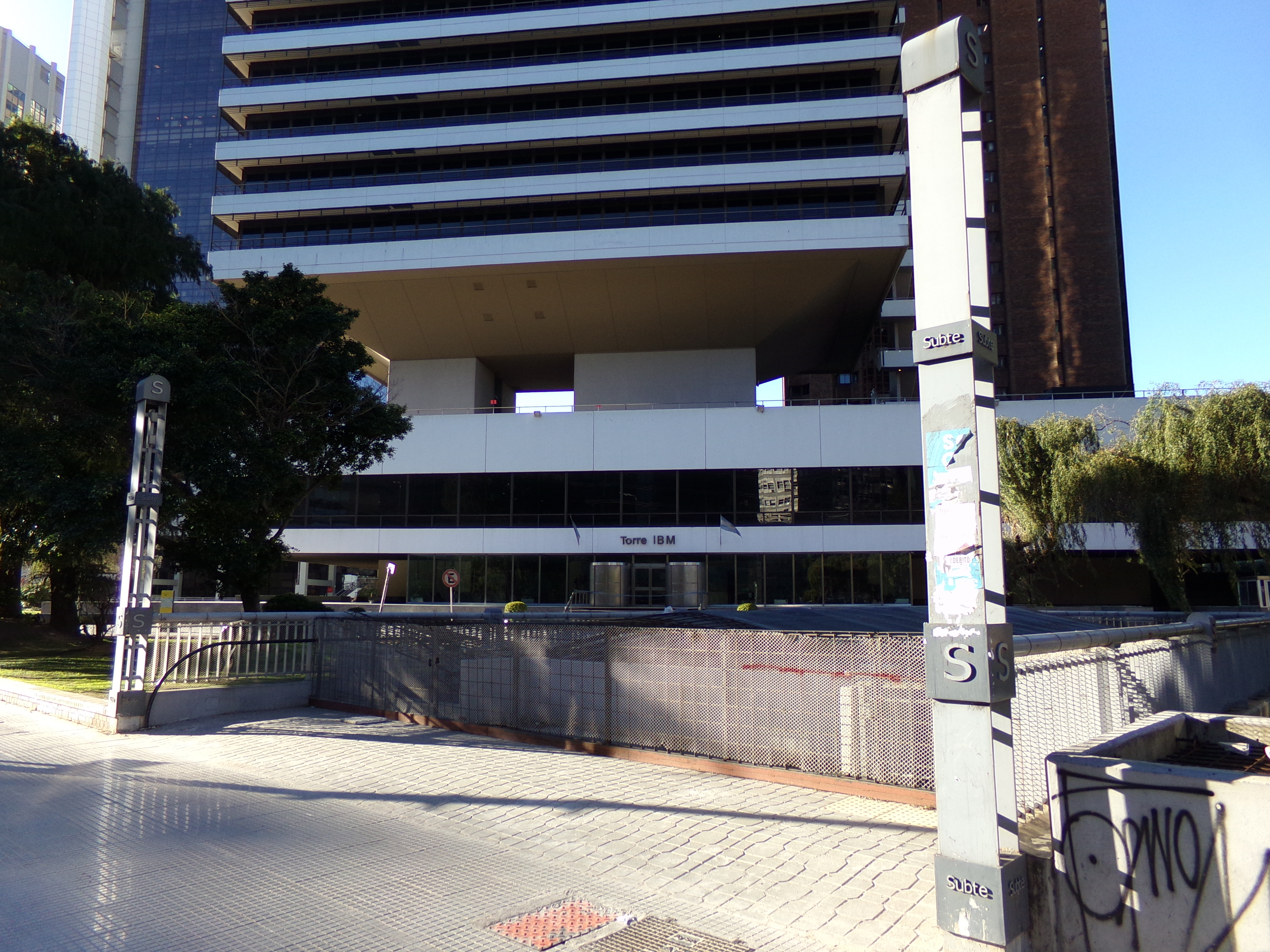
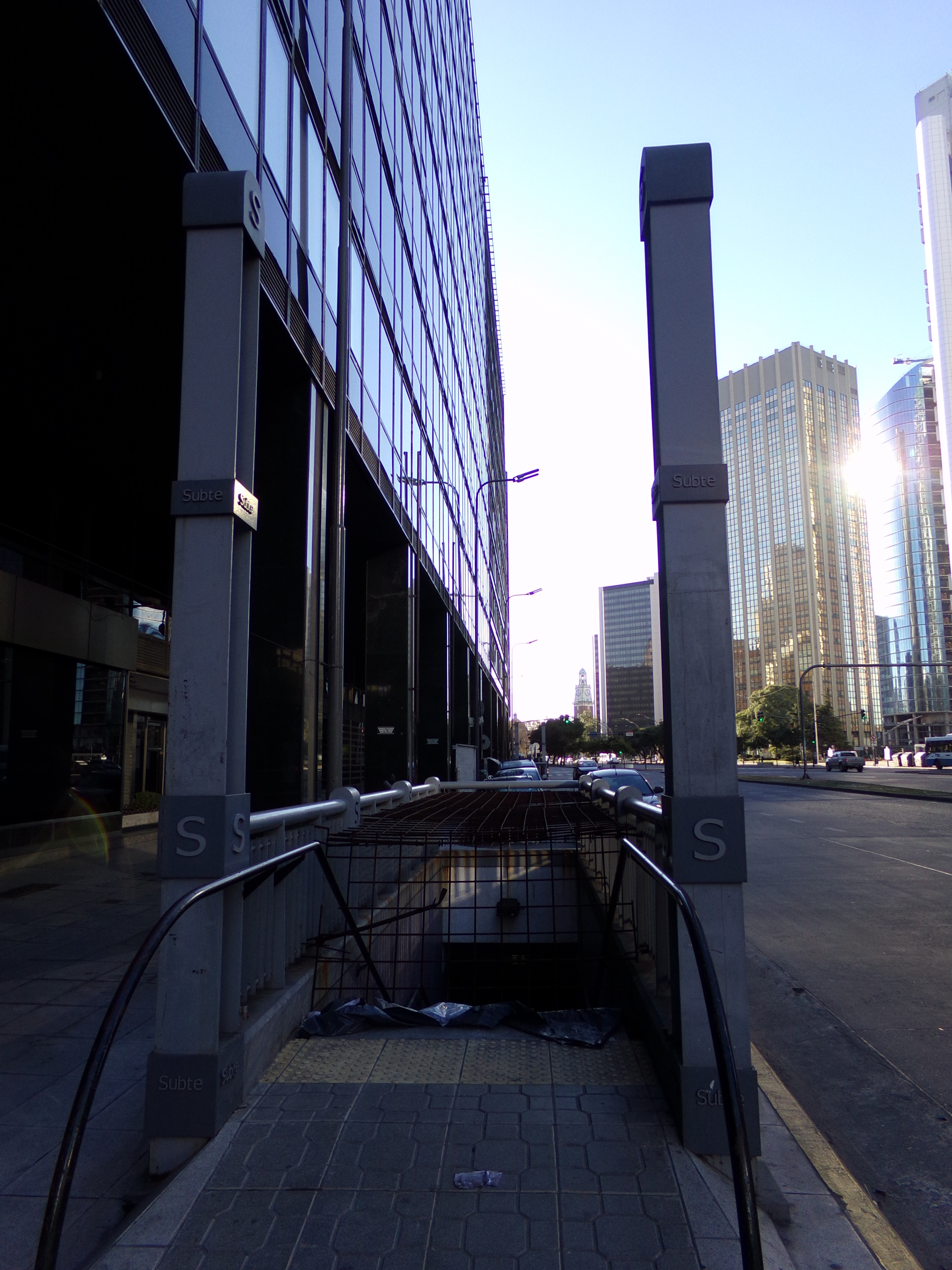
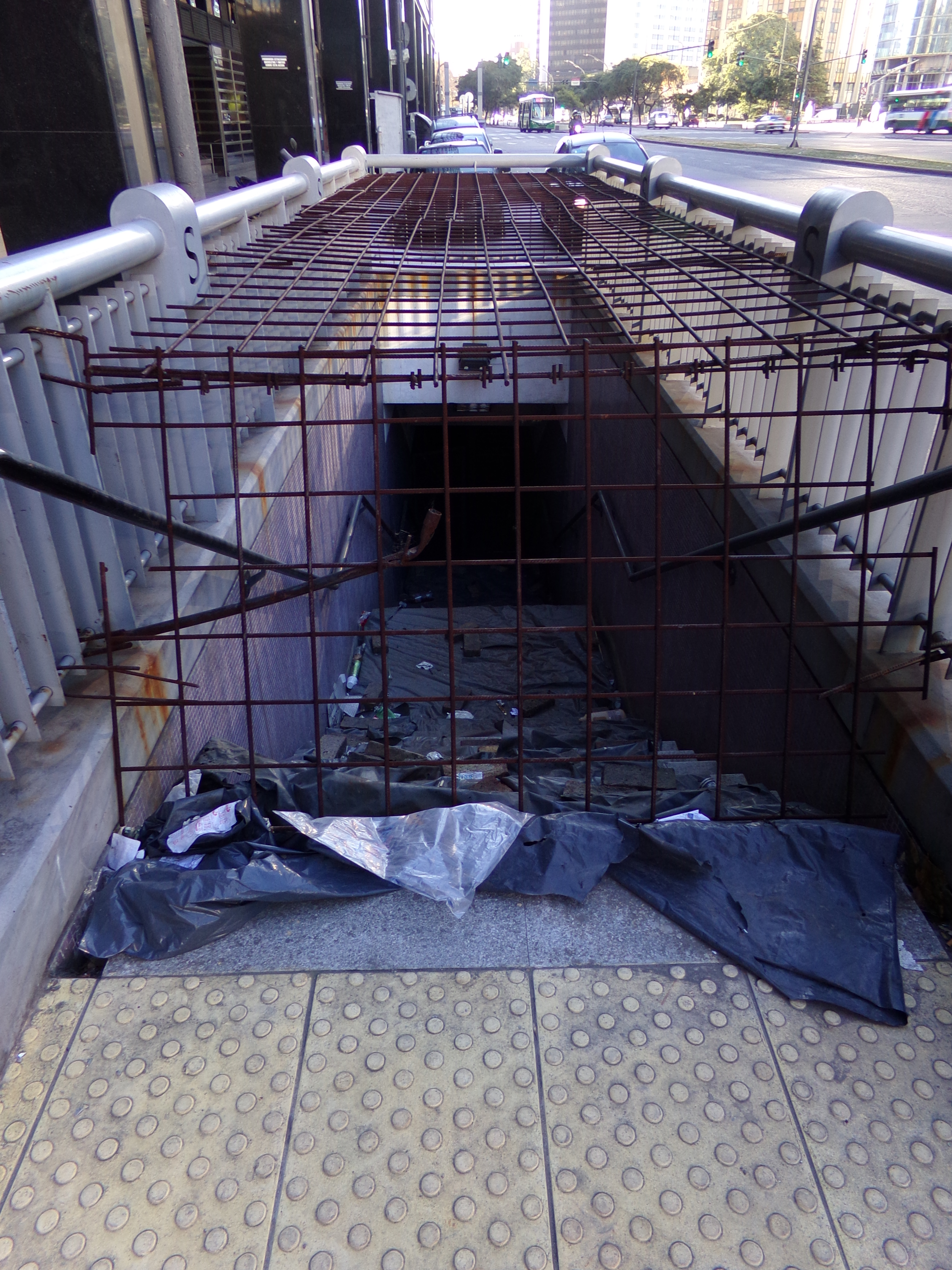
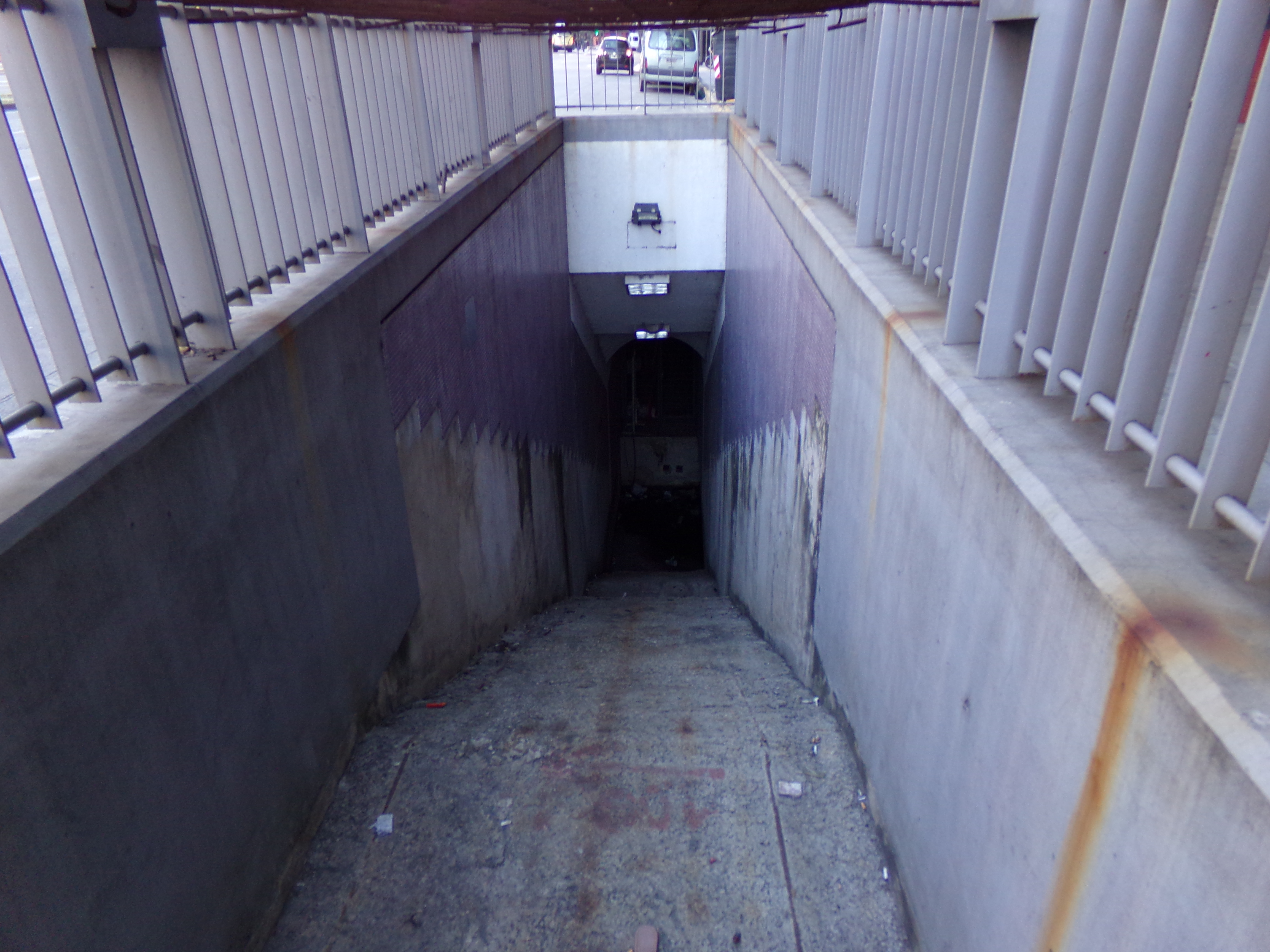
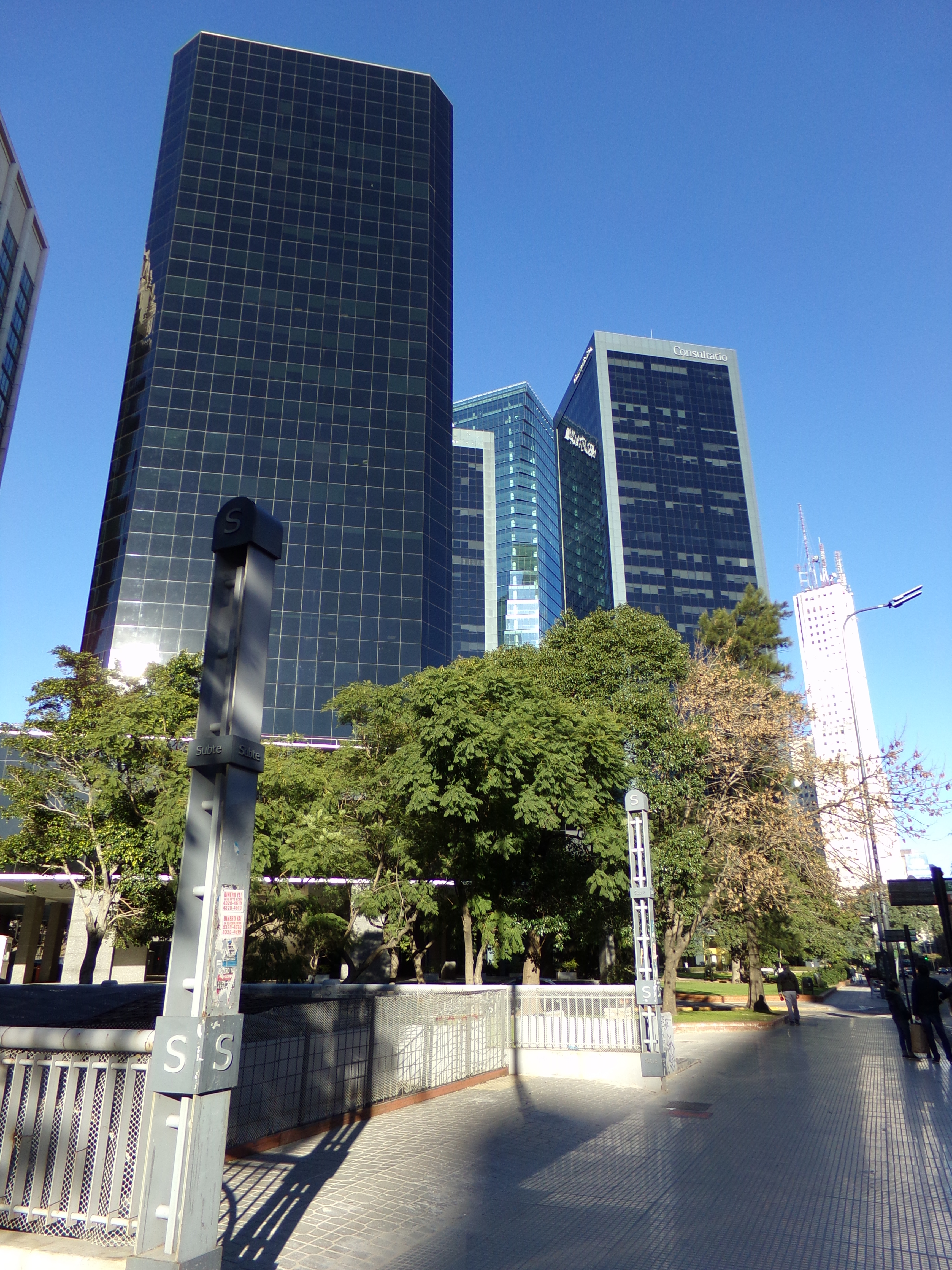

## Decoraciones
Esta estación esta decorada arriba del único andén con bolas de cristales blancas de rotación hechas por Gachi Hasper.